# Drezdai S-Bahn
A Drezdai S-Bahn egy S-Bahn hálózat Drezdábanban és környékén. A hálózat 4 vonalból áll, teljes hossza 166 km, melyen 56 állomás található. A szerelvények általában 10/20 percenként közlekednek. Üzemeltetője a DB Regio Südost a Verkehrsverbund Oberelbe (VVO) megbízásából. Az egyéni közlekedési szolgáltatások a hétköznapi csúcsidőben a Közép-szászországi Közlekedési Szövetség területére is kiterjednek.
Az S-Bahn viteldíjat 1974. szeptember 29-én vezették be számos Drezda környéki elővárosi vonalon. Az "S-Bahn" kifejezést azonban csak 1992. május 31-től használják hivatalosan a rendszerre, előtte "Stadt- und Vorortverkehr", röviden SV-Verkehr néven emlegették. A drezdai S-Bahnra 1998. május 24. óta a VVO-tarifa vonatkozik. Drezdán kívül Freital, Meißen, Pirna, Radebeul, Coswig, 2007. december 9. óta Freiberg, 2021. december 12. óta pedig Radeberg, Pulsnitz és Kamenz városokba közlekedik. Mind a négy S-Bahn-vonal a drezdai központi pályaudvart is érinti.
A Deutsche Bahn szerint 2011-ben a drezdai S-Bahn volt a legmagasabb ügyfél-elégedettségű vonat Németországban.

## Járművek használata

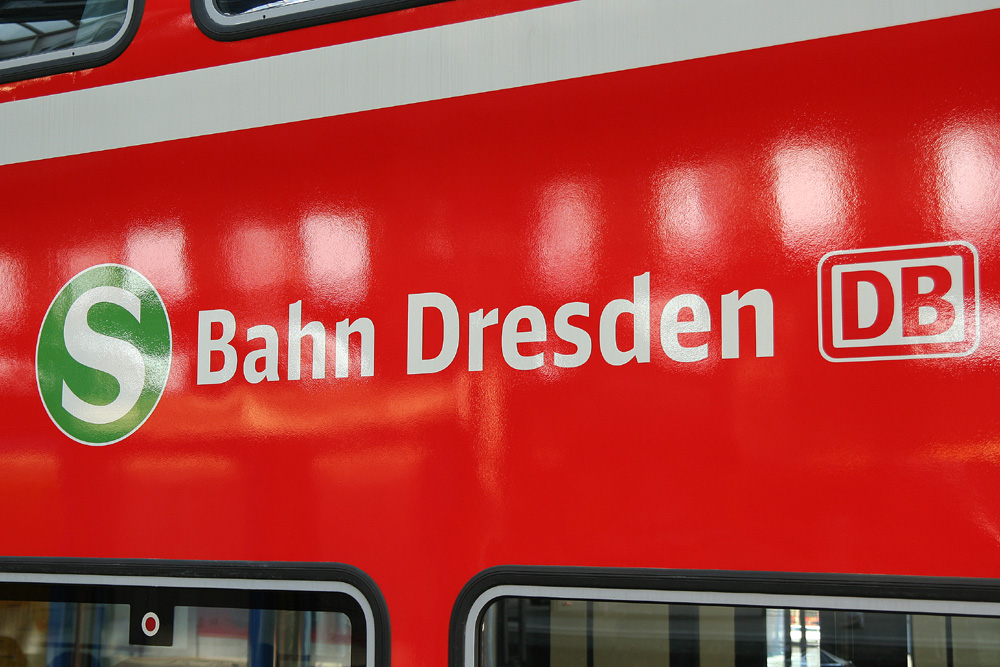
A drezdai S-Bahn logója egy emeletes kocsin

Mozdonyvontatású emeletes ingavonatokat használnak. Minden vonat 1. és 2. kocsiosztályú. A Deutsche Bahn AG S-Bahn-üzemében szokásos módon "S-Bahn Dresden" feliratot is viselnek. A emeletes kocsik használata az S-Bahnon szokatlan, mivel az utascsere általában valamivel lassabb az emeletes kocsikon.
2007. július 16-tól a görlitz-i Bombardier-gyár 53 új emeletes kocsit (13 vezérlő- és 40 betétkocsit) szállított le szakaszosan, amelyek a 2007. december 9-i menetrendváltáskor az S1-es és S3-as vonalakon a régi emeletes kocsikat váltották fel. Az akár 160 km/h sebességre is képes kocsik beruházási volumene 72 millió euró volt. Ugyanezen a napon üzembe helyezték a drezdai óvárosban az új helyi közlekedési telepet. 2007 decemberében a menetrendváltásig az új járműveket teljes egészében átadták.
A mozdonyok a 143, 146.0 és 146.2 sorozatba tartoznak. A DB 182 sorozat átmeneti használata a 2015. decemberi menetrendváltással megszűnt.
A 2018. decemberi menetrendváltáskor a drezdai S-Bahnnak 20 db 2003-ban gyártott emeletes kocsija és 53 db 2007-ben gyártott emeletes kocsija volt.
2019-ben a Felső-Elba Közlekedési Egyesület bejelentette, hogy 15 darab Bombardier Twindexx Vario motorkocsit tervez megrendelni a drezdai S-Bahn számára, és ezeket a meglévő betétkocsikkal együtt fogja üzemeltetni. 2019-ben ezeket a motorkocsikat az S1 és S2 vonalakon akarták használni a 143-as sorozatú mozdonyok helyett. A projekt finanszírozásához Szászország Szabadállamától reméltek támogatást, mivel a szükséges beruházásokat a DB Regio és a közlekedési szövetség a 2027 decemberéig tartó S-Bahn szállítási szerződés keretében nem tudta finanszírozni, azonban a szászországi Gazdasági, Munkaügyi és Közlekedési Minisztérium a projekt finanszírozását a tervezett formában a közbeszerzési törvény alapján kritikusnak ítélte. Az állam pénzügyi támogatásának hiánya miatt a VVO és/vagy a DB Regio nem írt ki közbeszerzést. A jelenlegi szállítási szerződés lejártáig továbbra is csak mozdonyvontatású vonatokat fognak használni.
Az ún. "VVO dízelüzemű hálózatra" vonatkozóan 2021. december 12-től új szállítási szerződés van érvényben. A korábbi RB 34 Dresden Hbf - Kamenz vonalat azóta S8-asnak nevezték el, DB 642-es sorozatú motorkocsikat használnak.

## Vonalak
| Járat | Útvonal |
| ----- | --- |
| S1    | Meißen-Triebischtal – Radebeul – Dresden-Neustadt – Dresden Hauptbahnhof – Heidenau – Pirna – Bad Schandau – Schöna |
| S2    | Dresden Flughafen – Dresden-Neustadt – Dresden Hauptbahnhof – Heidenau – Pirna                                      |
| S3    | Dresden Hauptbahnhof – Freital – Tharandt                                                                           |
| S30   | Dresden Hauptbahnhof – Freital – Tharandt – Klingenberg-Colmnitz – Freiberg (Sachs)                                 |

## Képgaléria

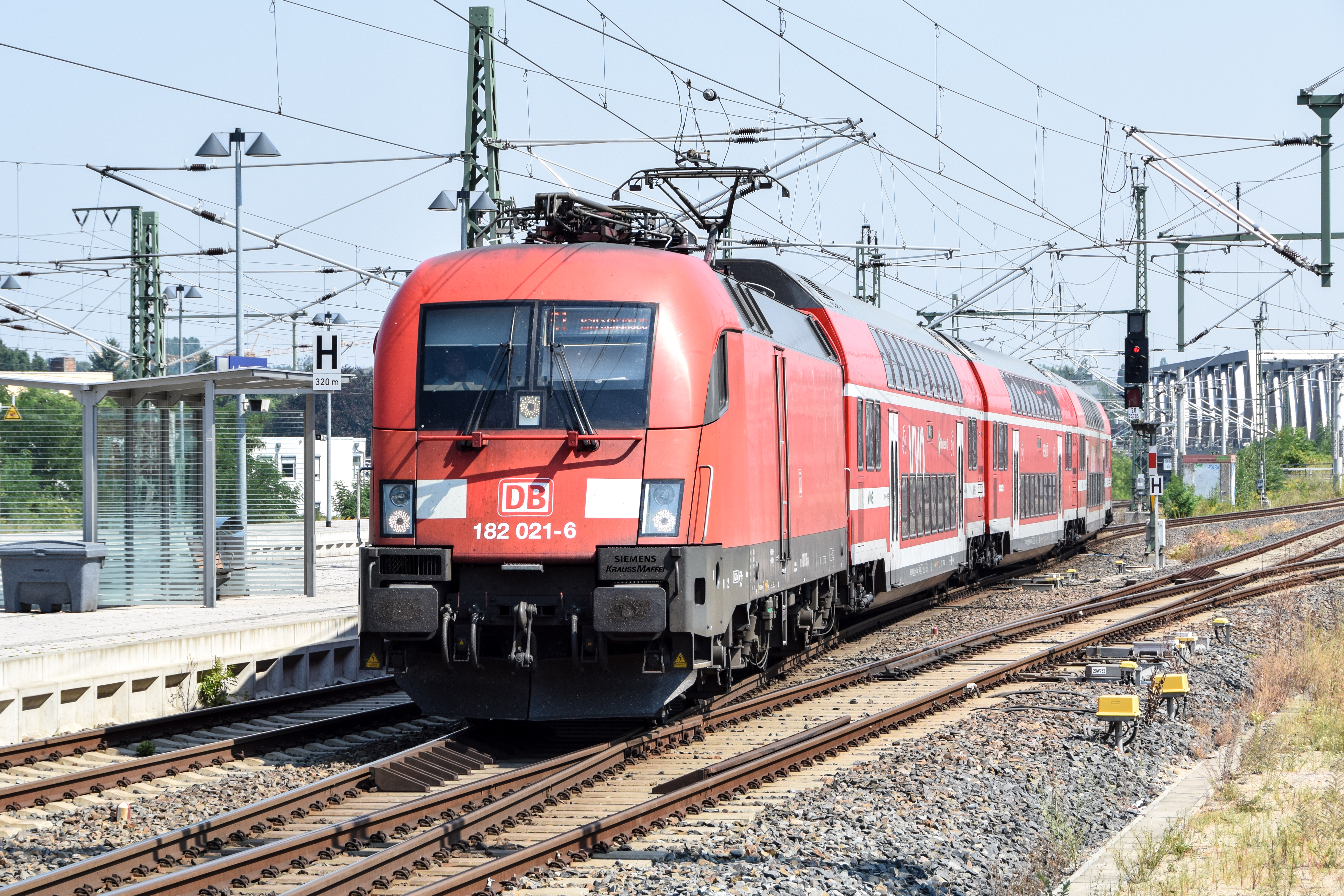
DB 182 sorozatú villamosmozdony egy drezdai S-Bahn szerelvény élén
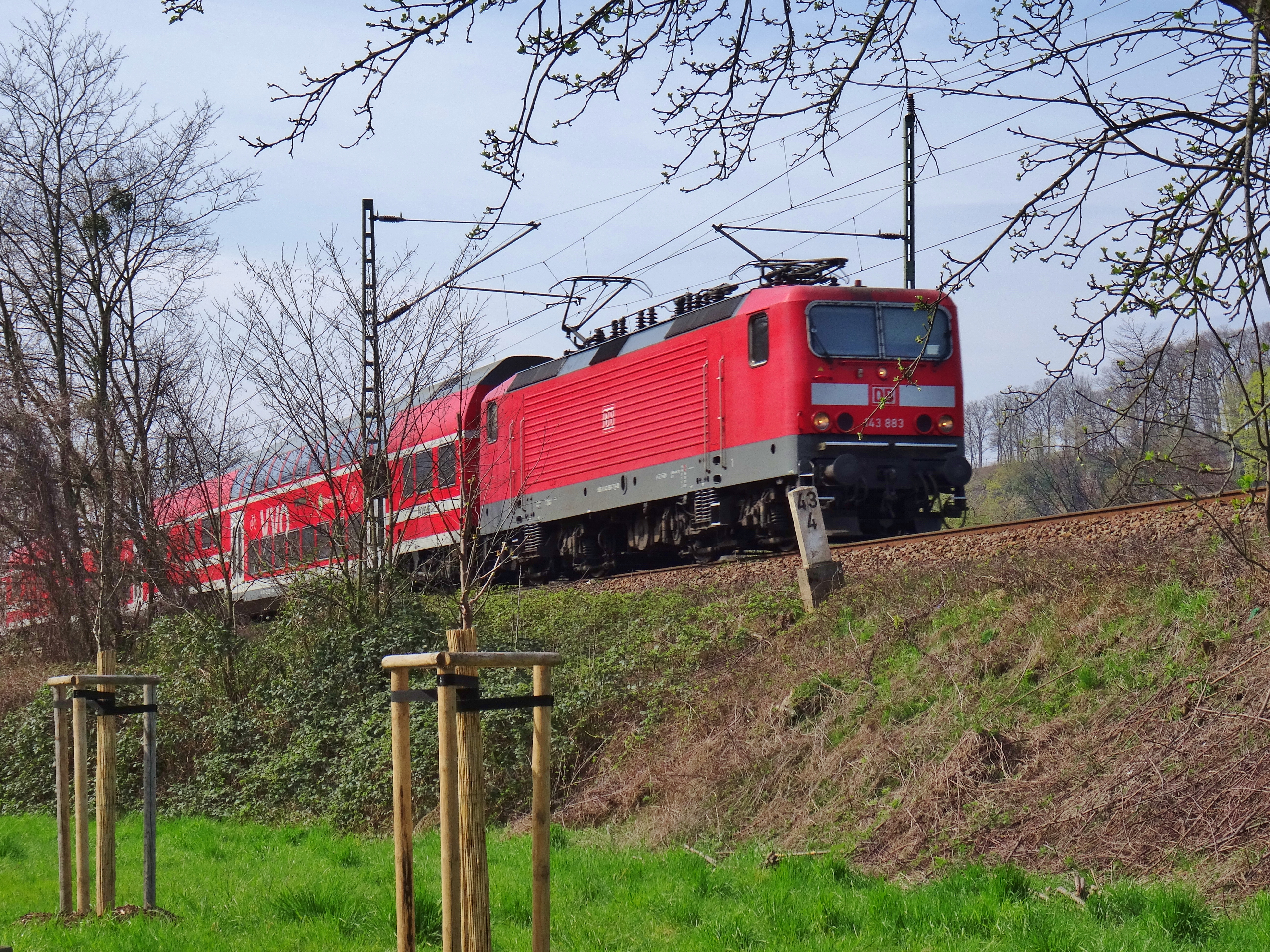
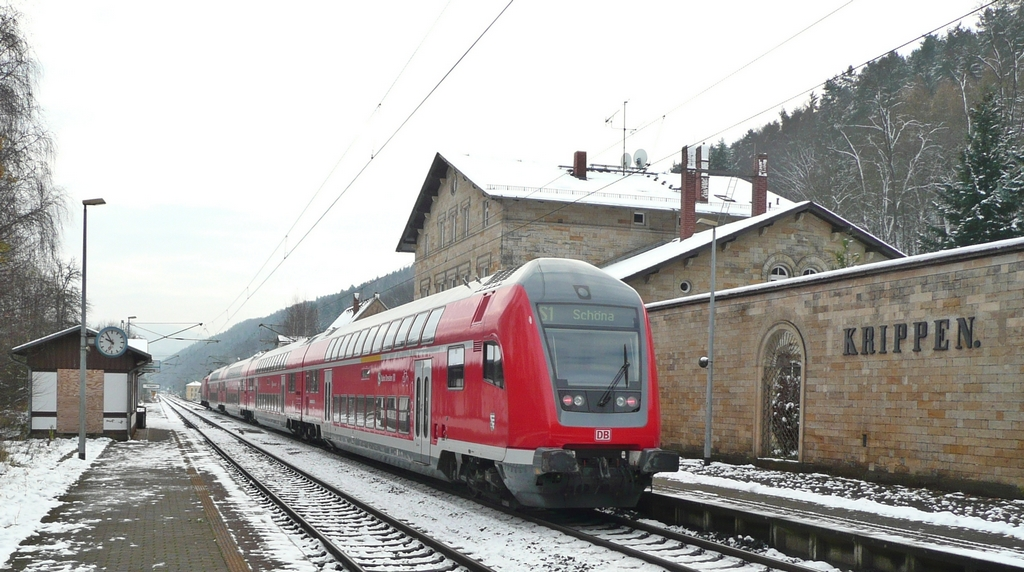
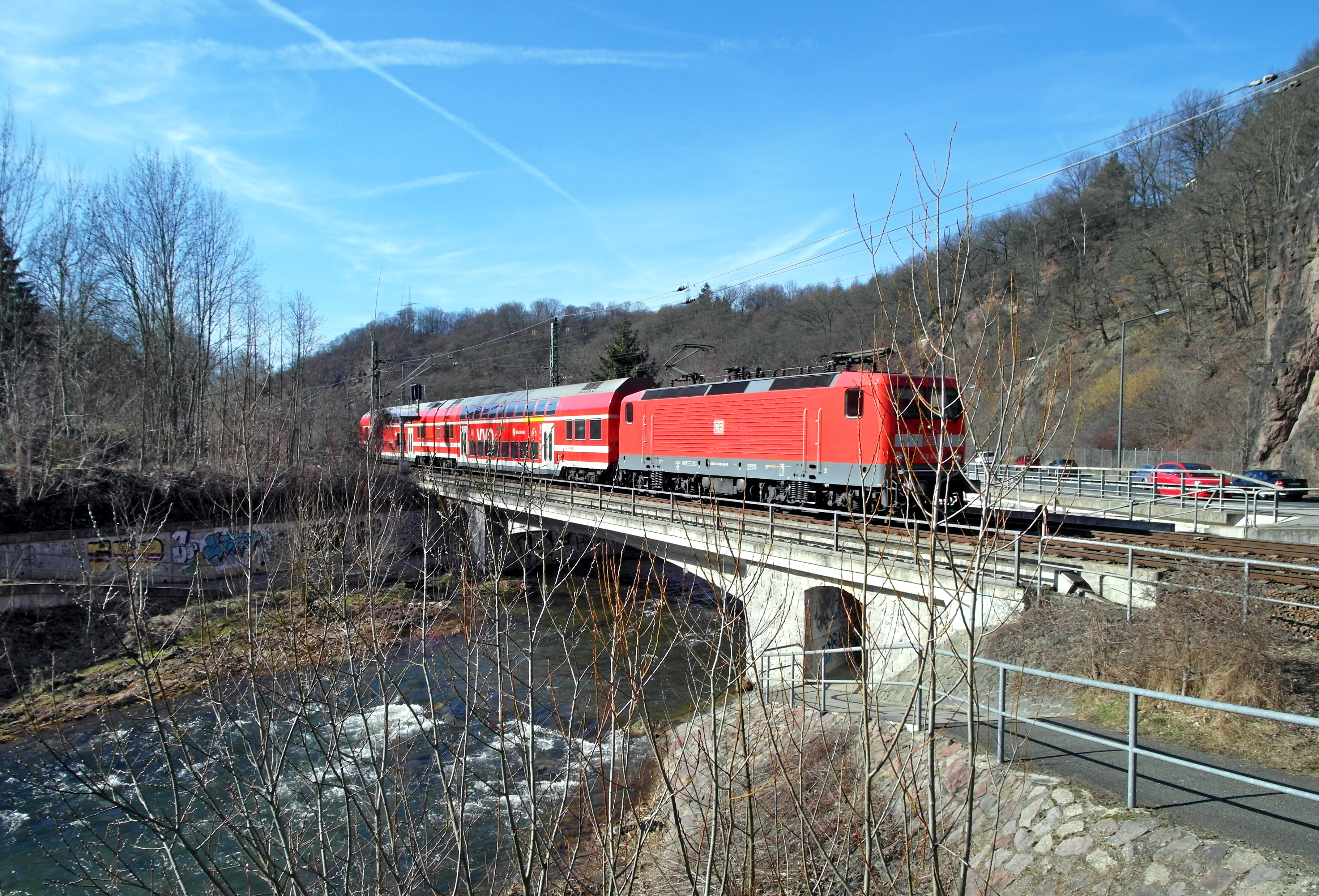
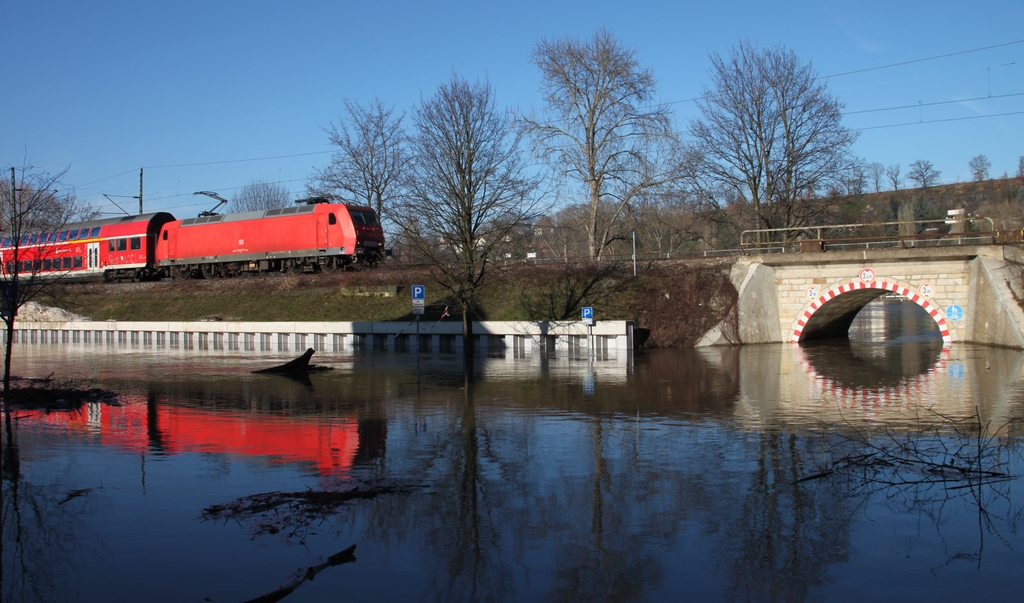
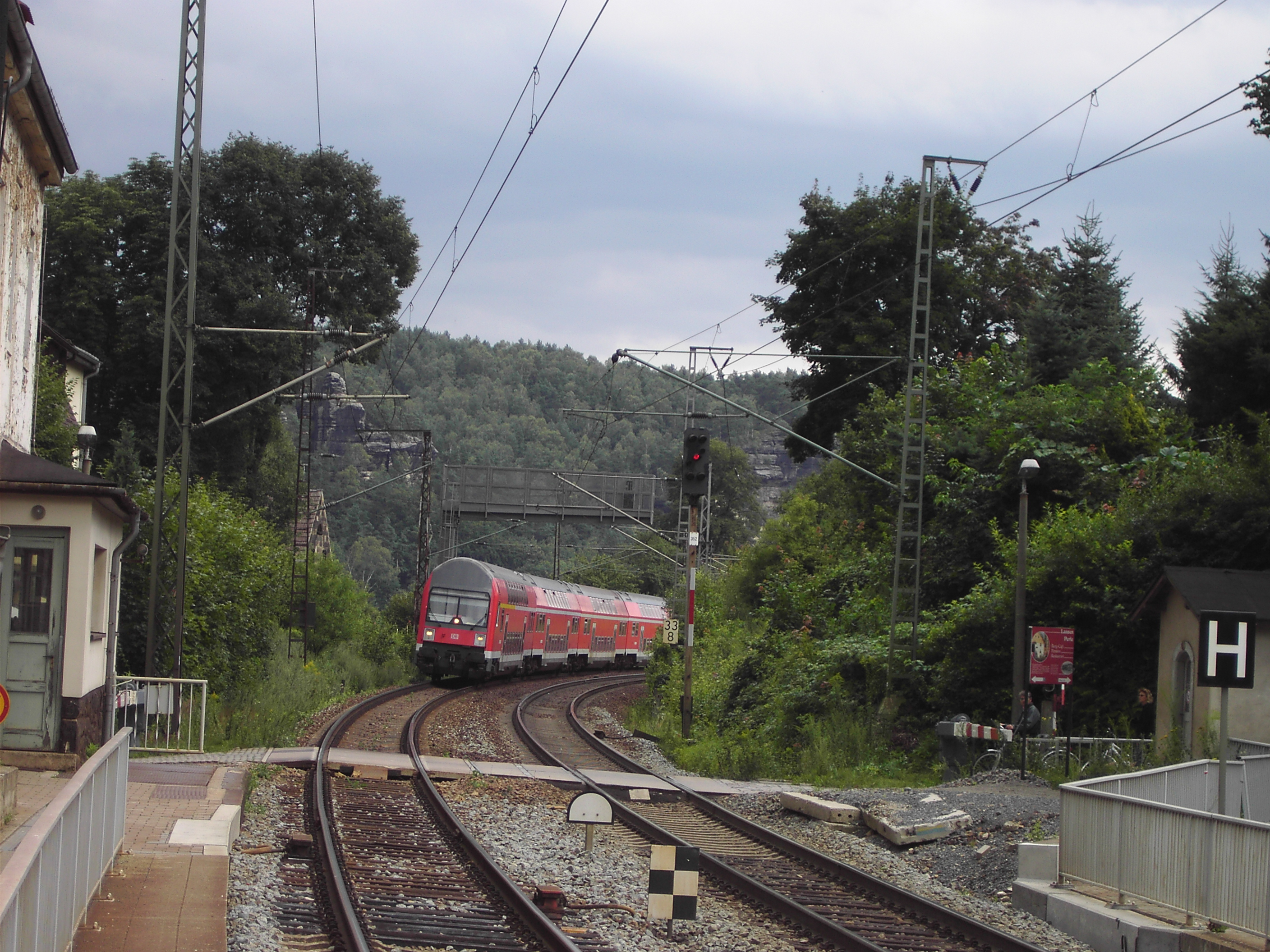
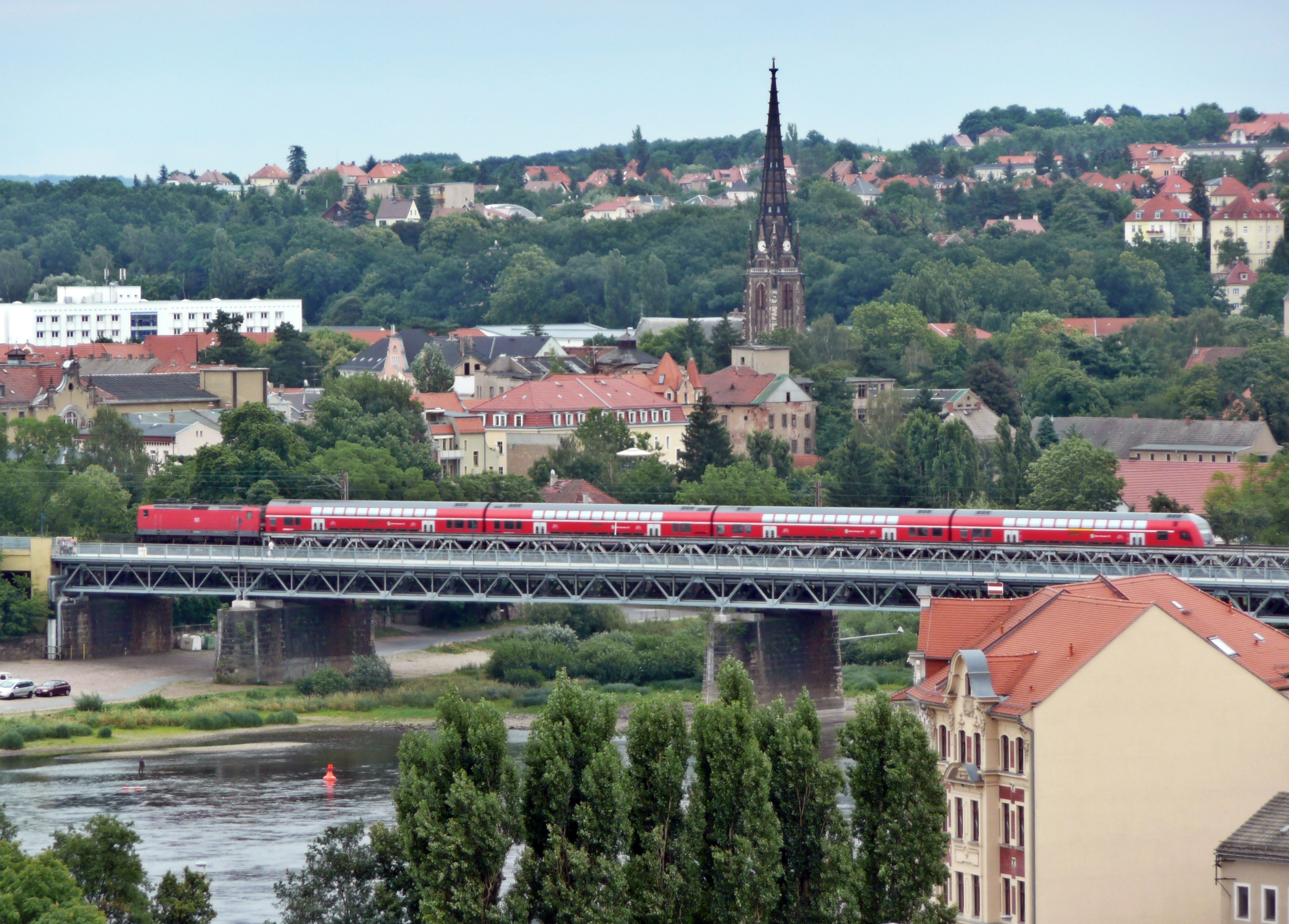
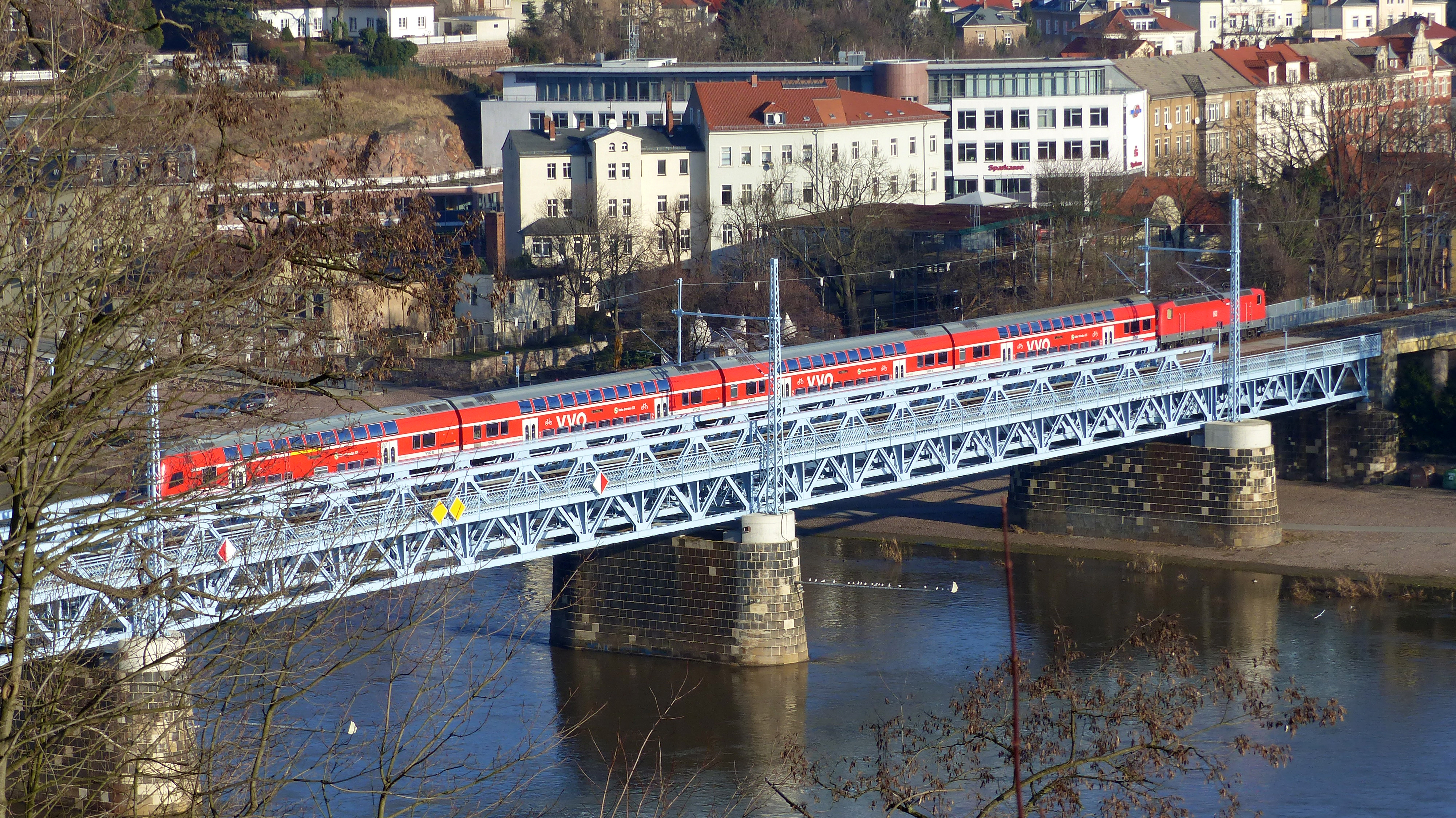